# Lijst van gebeurtenissen tijdens de Tweede Wereldoorlog: 1941

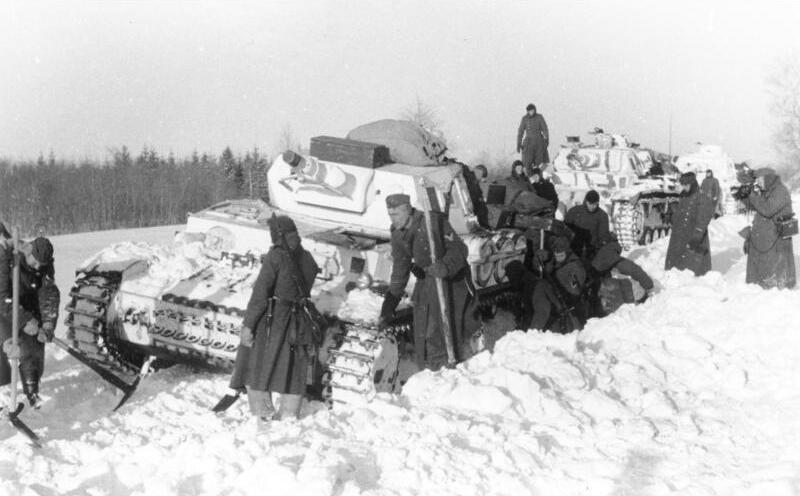
Duitse inval in de Sovjet-Unie

Dit is een lijst van gebeurtenissen tijdens de Tweede Wereldoorlog tijdens het jaar 1941.
Opmerking: Bij het opzoeken van gebeurtenissen naar datum gebeurt het soms dat verschillende officiële bronnen elkaar qua datum tegenspreken. Vrijwel altijd zijn deze verschillen zeer klein, meestal één dag verschil. De oorzaak hiervan is te vinden in het feit dat bepaalde militaire acties tijdens de nacht starten en nog doorlopen in de vroege uren van de volgende dag. Ook gebeurt het dat een auteur de situatie beschrijft wanneer de actie volledig afgelopen is, met andere woorden de dag na de overgave, de dag na de vredesonderhandeling, enz. Ook zij opgemerkt dat het einde van een militair offensief of campagne niet steeds eenduidig te bepalen is. De bepaling van de datum is afhankelijk van de referentie die door de auteur werd gebruikt. Er is getracht in deze lijst zo veel mogelijk de exacte referentie van de datum aan te duiden via een omschrijving van wat er gebeurd is of bedoeld werd.

## Januari
1 januari
- De Britse luchtmacht bombardeert Bremen.
- De Britten dringen Libië binnen en rukken op naar Bardia.
- Duitse bommenwerpers bombarderen, al dan niet abusievelijk, Ierland.

2 januari
- President Franklin D. Roosevelt kondigt het bouwprogramma aan voor 200 vrachtschepen (Liberty ships) ter ondersteuning van de Atlantische konvooien.

4 januari
- De Grieken hervatten hun opmars in Albanië. Hun doel is inname van Klisura.

5 januari
- De Britten nemen Bardia in en maken ca. 40.000 Italianen krijgsgevangen.
- Gevechten beginnen tussen nationalistische en communistische troepen in China.
- Nadat een vermeende aanval van troepen uit Frans Indochina op de grensplaats Aranyaprathet, steken Thaise troepen de grenzen met Laos en Cambodja over.

6 januari
- President Franklin D. Roosevelt spreekt in zijn State of the Union over de Four Freedoms, de vier fundamentele vrijheden die in het geding zijn in de oorlog, en de reden vormen waarom ook de Verenigde Staten mee zouden moeten vechten.

8 januari
- De Britse opmars snijdt Tobroek af van de rest Libië.

10 januari
- De Nederlandse Bioscoopbond ontzegt Joden de toegang tot theaters.
- De Lend Lease Act wordt ingebracht in het Amerikaans Congres.
- Duitsland en de Sovjet-Unie sluiten een verdrag om enkele grensgeschillen op te lossen en de economische relaties te versterken.

10 januari
- Alle joodse inwoners van Nederland moeten zich laten registreren. Ook wie slechts één joodse voorouder heeft gehad, dient zich te melden. Zij moeten daartoe één gulden te betalen.
- Bij de eerste Duitse actie in het Middellandse Zeegebied valt de Luftwaffe een Brits konvooi aan. Het vliegdekschip HMS Illustrious raakt ernstig beschadigd.

11 januari
- In Engeland wordt de Koninklijke Nederlandse Brigade Prinses Irene opgericht.
- In Führerdirectief #22 geeft Adolf Hitler opdracht Duitse troepen naar Libië te zenden om de Italianen daar bij te staan.

12 januari
- De kleine zeehaven Tobroek wordt veroverd door Britse, Australische en Nieuw-Zeelandse troepen.

13 januari
- Adolf Hitler ontvangt Boris III van Bulgarije in Berlijn en vraagt hem om toe te treden tot de asmogendheden, of in elk geval Duitsland doorgang te verlenen voor een aanval op Griekenland, doch deze weigert.

14 januari
- Hitler treft de Roemeense premier Ion Antonescu

16 januari
- Grootschalig Duits bombardement op Valletta. Begin van de Slag om Malta.
- Slag bij Yang Dang Khum: De Fransen voeren een aanval uit op de Thai die in Cambodja bezig zijn aan een opmars naar Sisophon. De Fransen moeten zich uiteindelijk terugtrekken, maar de Thaise opmars wordt gestopt.

17 januari
- De Italianen in Oost-Afrika verlaten Kassala en Teseney en trekken zich terug naar Keru en Aicotta.

18 januari
- Een Duits bombardement maakt het vliegveld van Malta onbruikbaar.

19 januari
- De Britten vallen vanuit Soedan Eritrea binnen. Kassala en Teseney, die enkele dagen eerder door de Italianen zijn verlaten, worden ingenomen.
- Adolf Hitler en Benito Mussolini ontmoeten elkaar in Obersalzburg. Hitler meldt dat een divisie onder Erwin Rommel naar Tripoli zal worden gestuurd om de Italianen bij te staan.
- De Roemeense leider Ion Antenescu voert wijzigingen uit in zijn regering, waarbij leden van de IJzeren Garde worden vervangen door getrouwen uit het leger.

20 januari
- Het Afrikakorps, onder leiding van Erwin Rommel, wordt naar Afrika gestuurd om de Italianen te helpen.
- In Bulgarije worden de eerste anti-Joodse maatregelen afgekondigd.

21 januari
- Begin van de Opstand van de IJzeren Garde in Roemenië, waarin de organisatie de macht tracht te grijpen nadat zij uit de regering is gezet.
- Begin van de Pogrom van Boekarest: In Roemenië worden twee dagen lang grote aantallen Joden mishandeld en vermoord.
- De Britten nemen Aicotta in.
- De Britten veroveren Tobroek in zeer korte tijd.

22 januari
- Britse troepen vanuit Aicotta nemen de achterhoede van de Italiaanse troepen in het zwaar verdedigde Keru gevangen en snijden de stad af van de rest van Eritrea.

24 januari
- De Thai bombarderen het vliegveld van Angkor.

25 januari
- Haile Selassie keert terug in Ethiopië
- De Japanners in Hunan breken door de Chinese linies en rukken op richting Wuyang.

26 januari
- Begin Brits offensief in Brits Somaliland en Italiaans Somaliland.

27 januari
- Antisemitische onrust, veroorzaakt door de Weerbaarheidsafdeling, in Amsterdam.
- De Britten nemen Haweina (Somaliland) in.

29 januari
- De Griekse dictator Ioannis Mataxis overlijdt. Alexandros Koryzis volgt hem op als premier.

30 januari
- De Britten veroveren Derna.
- De Japanners bereiken Wuyang.

31 januari
- Aan boord van een Japans oorlogsschip in de haven van Saigon wordt een wapenstilstand getekend tussen Siam en Frans Indochina.

## Februari
1 februari
- De Britten nemen Agordat (Eritrea) in.

2 februari
- De Britten veroveren Barentu.

5 februari
- De Britten in Libië bereiken de kustweg ten zuiden van Benghazi, waar ze strijd leveren met de zich terugtrekkende Italianen in de Slag bij Beda Fomm.

6 februari
- Dirk Jan de Geer keert terug in Nederland.
- De Britten veroveren Benghazi.

7 februari
- Einde van de Slag bij Beda Fomm. De Italianen geven zich over.

9 februari
- De Weerbaarheidsafdeling veroorzaakt rellen in de Jodenbuurt te Amsterdam.
- Pierre-Étienne Flandin, Franse minister van Buitenlandse Zaken, wordt ontslagen. Admiraal François Darlan volgt hem op.
- De Engelsen bombarderen Genua en Livorno.
- De Britten beëindigen hun opmars in Libië na het bereiken van El Agheila.

10 februari
- Het eerste nummer van het illegale blad Het Parool verschijnt.
- Winston Churchill beveelt Archibald Wavell, hoofd van de Britse troepen in Egypte en het Midden-Oosten, dat de verdediging van Griekenland (waar een Duitse aanval wordt verwacht) de prioriteit heeft boven een verder oprukken in Libië.
- De eerste Duitsers komen aan in Tripoli.
- Operatie Colossus: In de eerste Britse paratroepers-actie ooit, wordt het aquaduct van Tarente buiten werking gesteld. Alle paratroepers worden echter gevangen genomen, en het aquaduct is enkele dagen later alweer gerepareerd.

11 februari
- De Britten nemen Afmadu (Italiaans Somaliland) in.

12 februari
- Erwin Rommel komt aan in Tripoli.

13 februari
- Op Duits bevel is uit de Amsterdamse joodse burgerij een zogeheten Joodse Raad geformeerd. Men sprak af dat de Raad in 'hoofdzaak een uitvoerende en overbrengende taak zal hebben, doch geen verantwoordelijkheid kan dragen voor de opdrachten die hij heeft over te brengen'. Ook stelde men dat men niet zo ver kan gaan 'voor de joden oneervolle opdrachten te aanvaarden.'
- Besloten wordt om vijfduizend Weense Joden in de komende maanden naar de vernietigingskampen in Polen te deporteren.

14 februari
- Mussert roept op om dienst te nemen bij de Waffen-SS
- De Zuid-Afrikanen en Britten veroveren Gobwen en Kismayu. Neder Juba is daarmee in Britse handen.

15 februari
- De besturen van acht Groningse studentenverenigingen richten een brief tot de Duitse gevolmachtigde voor de provincie Groningen naar aanleiding van de invoering van een numerus clausus (beperking van het aantal) voor Joodse studenten. Deze brief - aan de gemachtigde persoonlijk afgegeven - houdt onder meer in, dat de verenigingen hierin een directe aantasting van de Nederlandse traditie (van) vrijheid van studie zonder onderscheid van ras of geloof (zien). Daarenboven menen wij, dat deze maatregelen in strijd zijn met het Volkenrecht. ...Daarom komen wij met kracht op tegen deze bovengenoemde onrechtmatigheid. De besturen verzoeken hun leden dringend na dit duidelijke protest verdere demonstraties achterwege te laten.

16 februari
- De Britten bevelen dat Cyrenaica bezet moet worden met het minimaal aantal benodigde troepen, zodat de rest van de Britse troepen beschikbaar is voor actie in Griekenland.

17 februari
- Bulgarije en Turkije sluiten onder Duitse druk een vriendschapsverdrag. Turkije accepteert de mogelijkheid dat Duitse troepen door Bulgarije trekken. Turkije zal geen deel uitmaken van een verbond tegen Duitsland tenzij het zelf door Duitsland aangevallen wordt.

18 februari
- Zuid-Afrikaanse troepen trekken Ethiopië binnen vanuit Kenia en nemen Mega in.

19 februari
- Haile Selassie komt aan in Dangila om deel te nemen aan de strijd tegen de Italianen.

22 februari
- IG Farben besluit tot oprichting van de Buna-Werke bij Auschwitz
- Eerste Duitse razzia's op Joden in Amsterdam. De razzia's duren twee dagen.
- De Britten en Zuid-Afrikanen veroveren Jilib.

24 februari
- De Britten veroveren Barawe.

25 februari
- Uit protest tegen twee razzia's wordt in Amsterdam de Februaristaking georganiseerd. De staking wordt hard neergeslagen: er vallen hierbij negen doden en vierentwintig zwaargewonden.
- De Britten nemen Marka in en bereiken het gedemilitariseerde Mogadishu.

26 februari
- De Britten nemen Bardera in.

28 februari
- Baidoa valt in Britse handen.
- Begin van de bouw van bruggen over de Donau tussen Roemenië en Bulgarije als voorbereiding van de invasie van Griekenland.

## Maart
1 maart

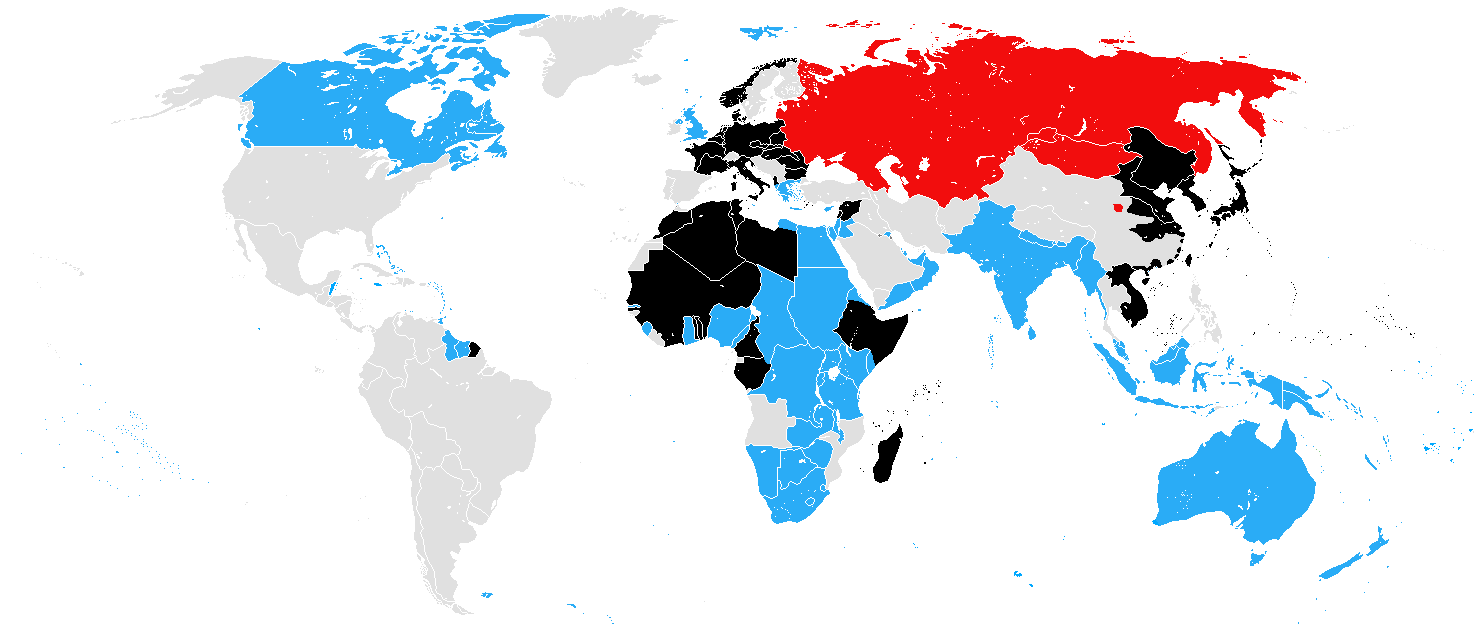
De geallieerden (blauw en rood) en de asmogendheden (zwart), maart 1941.

- De Vrije Fransen onder generaal Philippe Leclerc de Hauteclocque veroveren Kufra op de Italianen na een beleg.
- Bulgarije sluit zich aan bij het Driemogendhedenpact.

2 maart
- De Duitsers trekken Bulgarije binnen.
- Bulgarije sluit de grenzen met Joegoslavië, Griekenland en Turkije.

4 maart
- Sabotageproces in Den Haag. Achttien doodvonnissen uitgesproken.
- Adolf Hitler zendt een bericht aan Ismet Inönu om hem te verzekeren dat de Duitse activiteit in Bulgarije niet tegen Turkije is gericht. Hij belooft dat de Duitse troepen een afstand van 50 kilometer tot de Turkse grens zullen blijven.
- Adolf Hitler ontmoet in het geheim regent Paul van Joegoslavië in Berchtesgaden, in de hoop ook Joegoslavië bij het Driemogendhedenpact te laten aansluiten.
- Henry Wilson komt aan in Griekenland, als commandant van de Britse troepen aldaar.
- Operatie Claymore: Britse commandotroepen landen op de Lofoten (Noorwegen). Tien Duitse schepen worden tot zinken gebracht, meer dan 200 Duitsers worden gevangen genomen en 300 Noorse vrijwilligers naar Groot-Brittannië overgebracht. Codeboeken en rotors van de tot dan toe onbreekbare Enigma-machine van de Kriegsmarine worden buitgemaakt. De Duitsers reageren met harde vergeldingsmaatregelen tegen de lokale bevolking.

5 maart
- Begin van Operatie Leicester, het overbrengen van Britse troepen van Egypte naar Griekenland.
- Britse troepen oprukkend vanuit Italiaans Somaliland nemen Dolo in.

7 maart
- U-47 wordt vermist en is vermoedelijk bij Rockall Banks in de Atlantische Oceaan verloren gegaan.
- De eerste Britse soldaten landen in Griekenland.

10 maart
- Nigeriaanse soldaten nemen Daghabur in. Hun opmars (930 kilometer vanaf Mogadishu in minder dan 10 dagen) geldt als de snelste militaire achtervolging ooit tot dan toe.

11 maart
- De Verenigde Staten keuren de Lend-Lease Act goed.

12 maart
- Verordening tot verwijdering van Joden uit het Nederlandse bedrijfsleven.

13 maart
- De achttien ter dood veroordeelden worden gefusilleerd.

14 maart
- De Japanners vallen vanuit Anyi/Nanchang aan in de richting van Shanggao.

16 maart
- De Luftwaffe bombardeert Bristol.

19 maart
- De Luftwaffe bombardeert Londen.

24 maart
- De Britten heroveren Brits Somaliland.
- De RAF bombardeert Berlijn.
- De Duitsers onder Erwin Rommel nemen El Agheila in, de verst vooruitgeschoven post van de Britten in Libië.

25 maart
- Joegoslavië sluit zich aan bij het Driemogendhedenpact.

26 maart
- De Italianen geven Keren op.
- In de Sovjet-Unie worden de troepen langs de westgrens in hoogste graad van paraatheid gebracht en de verdediging versterkt.

26-27 maart
- In Joegoslavië vindt een staatsgreep plaats door Servische officieren onder leiding van Borivoje Mirković die zich verzetten tegen de pro-Duitse koers van de regering. Koning Paul wordt gedwongen tot aftreden ten gunste van zijn zoon Peter II. Een nieuwe regering wordt gevormd onder Dušan Simović.

28 maart
- In de Slag bij Kaap Matapan boekt de Royal Navy een zege op de Italiaanse vloot.
- Alle Duitse schepen die zich in Amerikaanse havens bevinden worden in beslag genomen.

29 maart
- Dire Dawa valt in Britse handen.

31 maart
- De Slag om Tobroek gaat van start. Het Afrikakorps neemt het op tegen de geallieerden. Op deze dag vindt een mislukte poging plaats Mersa Brega in te nemen.

## April
1 april

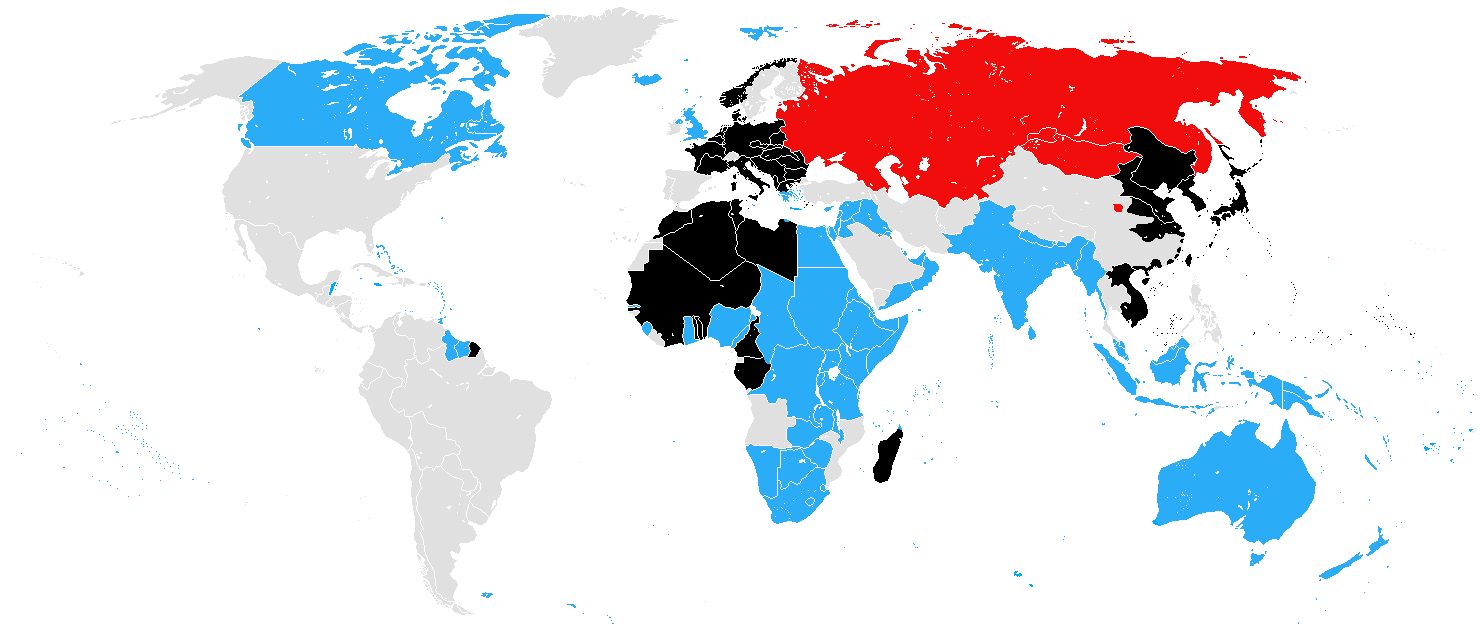
De geallieerden (blauw), de Sovjet-Unie (rood) en de asmogendheden (zwart) in april 1941.

- Mr. L.J.A. Trip treedt af als President van De Nederlandsche Bank naar aanleiding van het opheffen van de deviezengrens tussen Nederland en Duitsland. Hij wordt opgevolgd door de NSB'er Rost van Tonningen.
- Bordjes met de tekst "Voor Joden verboden" in Nederlandse cafés verplicht.trekken
- De Britten trekken zich terug uit Mersa Brega naar Msus, daarmee het Afrikakorps vrije opmars naar Cyrenaica gevend.

1-3 april
- In Irak vindt een anti-Britse staatsgreep plaats, geleid door Rasjid Ali al-Gailani.

2 april
- De Britten bezetten Asmara, de hoofdstad van Eritrea.
- Het Afrikakorps onder Erwin Rommel neemt Agedabia in.
- De Hongaarse premier Pal Teleki pleegt zelfmoord.

3 april
- Het Afrikakorps verovert Benghazi.

5 april
- Joegoslavië sluit een pact met de Sovjet-Unie.
- De Britten bereiken Addis Abeba.

6 april
- Duitsland, Italië en Hongarije verklaren Joegoslavië de oorlog. De Duitsers bombarderen Belgrado, waardoor duizenden burgerdoden vallen.
- Duitse troepen vallen Griekenland binnen.
- De Britten bezetten Addis Abeba.
- Philip Neame, Richard O'Connor en John Combe, de leiders van de Britse troepen in Cyrenaica, worden door de Duitsers gevangengenomen.

7 april
- De Duitsers nemen Skopje en Strumica in.

8 april
- De Luftwaffe bombardeert Belgrado.
- Het Afrikakorps bezet Mechili.

9 april
- De Griekse Metaxaslinie langs de grens met Bulgarije valt.
- Duitsland verovert Saloniki.
- Duitse troepen trekken Joegoslavië binnen vanuit Oostenrijk en nemen Maribor in.
- De Britten bombarderen Berlijn met brandbommen.
- De Verenigde Staten bezetten Groenland.

10 april
- De Australiërs en Britten in Tobroek zijn omsingeld. Begin van het beleg van Tobroek.
- De Duitsers veroveren Zagreb.
- Nabij Vevi vindt het eerste contact plaats tussen Duitse en Britse troepen in Griekenland.
- Een Amerikaanse torpedobootjager bestookt een Duitse onderzeeboot met dieptebommen, de eerste openlijke militaire actie van de Amerikanen in de oorlog.

11 april
- Erwin Rommel komt aan bij de zeehaven Tobroek, aan de Egyptische grens.
- Hongaarse troepen vallen Joegoslavië binnen.

12 april
- Het Afrikakorps bezet Bardia.
- De Duitsers nemen Belgrado in.

13 april
- Neutraliteitsovereenkomst wordt getekend tussen de Sovjet-Unie en Japan
- Erwin Rommel krijgt de opdracht uit Berlijn om met zijn Afrikakorps eerst Tobroek in te nemen alvorens naar Egypte op te rukken.
- De Duitsers trekken Belgrado binnen.
- Slag bij Ptolemaida: In een directe tankslag verslaan de Duitsers de Britten in Noord-Griekenland en dwingen ze hun posities op te geven.
- Hoewel hun terugtrekking naar de Olympus nog niet voltooid is, besluiten de Britten en Grieken zich al verder terug te trekken naar Thermopylae.
- Japan en de Sovjet-Unie sluiten een neutraliteitsovereenkomst.

14 april
- Het Afrikakorps bereikt de Egyptische grens.
- In Parijs worden voor de eerste keer op grote schaal Joden gearresteerd. In totaal worden er 3.600 Joden opgepakt.
- De Duitsers nemen Katerini in.
- Het Rode Leger langs de westgrens krijgt opdracht 'gevechtsklaar' te staan.

15 april
- Bulgaarse troepen vallen Griekenland en Joegoslavië binnen
- Sarajevo valt in Duitse handen.

16 april
- Zware bombardementen op Londen.
- De Duitsers overweldigen de Nieuw-Zeelandse verdedigers bij Platamon en steken de Pinios over.
- Verdere Britse versterkingen in Griekenland vanuit Egypte worden afgeblazen.

17 april
- Joegoslavië capituleert.
- De Griekse premier Alexandros Koryzis pleegt zelfmoord.
- Begin van de Slag bij Combolcia, waarin de Italianen trachten te voorkomen dat de Zuid-Afrikanen Dessie innemen, waarheen de Italianen zijn teruggetrokken na de val van Addis Abeba.
- In een geheim overleg belooft de regering van IJsland zich niet te verzetten tegen een vervanging van de bestaande Britse bezetting door een Amerikaanse.

19 april
- Zware bombardementen op Londen.
- De Duitsers nemen Larissa in.

20 april
- Zware bombardementen op Londen.

21 april
- Meer dan 200.000 Griekse soldaten in het Grieks-Albanese grensgebied geven zich over aan de Duitsers. De voorwaarden voor de overgave zijn mild: De soldaten worden niet krijgsgevangen gemaakt, maar mogen gedemobiliseerd naar hun woonplaats terugkeren. Mussolini is verbolgen dat de Grieken zich enkel aan de Duitsers overgeven en niet ook aan de Italianen.
- De Duitsers veroveren Volos.

22 april
- De Britten beginnen de evacuatie van zowel burgers als militairen uit Griekenland.

23 april
- Koning George II en de Griekse regering worden geëvacueerd naar Kreta.

24 april
- Griekenland geeft zich in Epirus en Macedonië over.
- De Duitsers vallen de Grieks-Britse versterkingen bij Thermopylae aan. Begin van de Slag bij Thermopylae.

25 april
- De Britten uit de omgeving van Thermopylae worden geëvacueerd, waarna de stelling aldaar wordt opgegeven. Einde van de Slag bij Thermopylae.

26 april
- De Zuid-Afrikanen nemen Dessie in.
- Het Afrikakorps trekt Egypte binnen.
- De Duitsers nemen de Istmus van Korinthe in.

27 april
- Oprichting van het Sloveens Bevrijdingsfront in Ljubljana.
- De Duitsers bezetten Athene.
- Friedrich Paulus komt aan in Libië voor een inspectie van Erwin Rommel en zijn Afrikakorps. Hij geeft opdracht de aanvallen op Tobroek te beëindigen.

28 april
- Salloum (Egypte) wordt door het Afrikakorps veroverd.

29 april
- De Duitsers bereiken de zuidkust van de Peloponnesos.

30 april
- De laatste Britse troepen verlaten het Griekse vasteland.
- Duitse infanteristen van het Afrikakorps veroveren de heuvel Ras-el-Medauar.
- In Kroatië worden anti-Joodse maatregelen afgekondigd. Ook acties gericht tegen Roma en Serviërs beginnen deze maand.
- Friedrich Paulus geeft opdracht tot een laatste poging Tobroek in te nemen.
- De Irakezen bevelen de Britten onder militaire dreiging om alle vluchten van de luchtmachtbasis Habbaniya bij Bagdad te stoppen.

## Mei
1 mei
- In Nederland mogen Joden niet meer in schouwburgen en bioscopen komen, uitgezonderd de zgn. joodse theaters. Daar mogen geen ariërs komen.
- De eerste van zeven opeenvolgende nachten met bombardementen op Liverpool.

2 mei
- De Britten voeren pre-emptieve luchtaanvallen uit op Irakese troepen. Begin van de Anglo-Irakese Oorlog.

5 mei
- Haile Selassie keert terug in het bevrijde Addis Abeba.

6 mei
- De Irakezen trekken zich terug van vliegveld Habbaniya, waar ze zwaar worden aangevallen door de Britten, in de richting van Fallujah.
- Jozef Stalin wordt voorzitter van de Raad van Volkscommissarissen, en dus regeringsleider van de Sovjet-Unie. Hij volgt als zodanig Vjatsjeslav Molotov op.
- De Britse codebrekers komen de exacte plaatsen (luchtlandingen bij Maleme, Retime en Heraklion) en datum (17 mei, later verplaatst naar 19, dan 20 mei) te weten van de op handen zijnde Duitse aanval op Kreta.

7 mei
- De Japanners beginnen een grootscheepse aanval om de Chinezen uit zuidelijk Shanxi te verdrijven, de Slag bij Jinnan,

8 mei
- De Japanse aanval in Shanxi steekt de Gele Rivier over vanuit het noorden, waardoor de Chinese troepen in het gebied in tweeën worden gesplitst.

9 mei
- De Duitse U-boot U110 wordt in een gevecht met Britse schepen door de bemanning verlaten. De Britten komen hierdoor in het bezit van een werkende Enigma-machine en het bijbehorende codeboek.
- Een vredesverdrag in Tokio brengt de Frans-Thaise oorlog officieel tot een einde.

10 mei
- Rudolf Hess vliegt uit Duitsland naar Schotland.
- Londen wordt de gehele nacht zwaar gebombardeerd. Het House of Commons raakt ernstig beschadigd.
- Brits-Arabische troepen vanuit Transjordanië vallen Irak binnen en veroveren Rutba.
- In België breekt een grote staking uit in de staalindustrie.

11 mei
- Rudolf Hess landt in Schotland en wordt gevangengenomen.

12 mei
- Ontmoeting tussen Hitler en Darlan in Berchtesgaden. De Duitsers mogen vanaf dat moment gebruik maken van Syrische vliegvelden.
- De Sovjet-Unie erkent de anti-Britse regering van Rasjid Ali al-Gailani in Irak.

13 mei
- Adolf Hitler geeft instructies voor Operatie Barbarossa aan de leiding van de Wehrmacht. Wehrmachtsoldaten krijgen vrije hand om actie te ondernemen tegen Sovjetburgers die ervan verdacht worden zich tegen de Duitsers verzetten, inclusief moord en represailles.

14 mei
- De Duitsers beginnen grootschalige luchtaanvallen op Malta.

15 mei
- De Britten lanceren een tegenaanval in de richting van Salloum.
- De Britten voeren bombardementen uit op Vichy-Franse vliegvelden in Syrië.
- Aimone van Spoleto wordt door Victor Emanuel III gekroond tot koning van Kroatië onder de naam Tomislav II. Aimone boycot zijn eigen kroning in protest tegen de Italiaanse annexatie van de kust van Dalmatië.

16 mei
- Amadeo van Aosta, de hoogste gezaghebber van het Italiaanse leger in Oost-Afrika zendt generaal Giovan Battista Volpini naar de Britten om over overgave te onderhandelen, doch deze wordt door de lokale bevolking gedood.

18 mei
- De Italianen in Oost-Afrika onder Amadeo van Aosta capituleren voor de Britten, hoewel lokaal het verzet op sommige plaatsen nog aanhoudt.
- De staking in de Belgische staalindustrie komt succesvol tot een einde: de lonen worden verhoogd en er zullen geen maatregelen volgen tegen de stakingsleiders.

20 mei
- Omstreeks 8u00 's ochtends worden de eerste Duitse paracommando's boven Malème en Chania gedropt. De Landing op Kreta, of Operatie Mercurius is begonnen.

21 mei
- De Nieuw-Zeelandse infanterie, trekken per vergissing terug van heuvel 107, die een overzicht gaf op het vliegveld van Malème. Een strategische blunder zo bleek, want de Duitsers konden hierdoor 14000 manschappen per vliegtuig aan land brengen.
- Een Duitse U-Boot brengt het Amerikaanse vrachtschip Roger Moor tot zinken. Dit leidt tot zware Amerikaanse protesten, omdat de VS nog steeds neutraal zijn, en het schip niet naar de geallieerden onderweg was (maar naar Portugees Mozambique).
- De Duitsers nemen het vliegveld van Malème in.

22 mei
- In de nacht van 21 op 22 mei zetten twee Nieuw-Zeelandse bataljons een tegenaanval in op het vliegveld van Malème. Het vliegveld wordt niet ingenomen en de geallieerden moeten zich terugtrekken om niet ingesloten te raken.

23 mei
- Luftwaffe valt een Brits eskader bij Kythira aan.

24 mei
- De Britten gaan op zoek naar de Bismarck. Ze verliezen daarbij de Engelse slagkruiser HMS Hood.

26 mei
- Alle Nederlandse orkesten zijn gecontroleerd en Joodse musici zijn van deelname eraan uitgesloten.

27 mei
- Het Afrikakorps slaat een aanval van de Britten af en krijgt versterking van de 15e Pantserdivisie.
- De Bismarck wordt tot zinken gebracht.
- De Britten in Irak beginnen hun opmars naar Bagdad.
- Duitsland en Vichy-Frankrijk bereiken een akkoord over versterking van de Franse militaire positie in Syrië.
- De Slag om Zuid-Shanxi komt ten einde. De Japanners hebben de Chinezen grote verliezen toegebracht.

28 mei
- De Britten beginnen de ontruiming van Kreta. De operatie duurt tot 31 mei.
- Archibald Wavell geeft opdracht voor Operatie Battleaxe, een tegenaanval in Libië die op 15 juni moet aanvangen.

30 mei
- In Kroatië worden anti-Joodse maatregelen afgekondigd.
- Rasjid Ali al-Gailani en zijn regering verlaten Irak.

31 mei
- Irak en Groot-Brittannië tekenen een wapenstilstand. Einde van de Anglo-Irakese Oorlog.

## Juni
1 juni
- De laatste verdedigers op het eiland Kreta geven zich over.

2 juni
- Ook in Frankrijk worden speciale verordeningen uitgevaardigd tegen Joden.

4 juni
- In Nederland worden badplaatsen, plantsoenen enz. verboden voor Joden.
- De Britten bombarderen Beiroet en omgeving.
- De voormalige keizer Wilhelm II overlijdt.

5 juni
- Vichy-Frankrijk bombardeert Amman.

6 juni
- Adolf Hitler geeft het Kommissarbefehl: Alle politieke commissarissen van het Rode Leger moeten niet als krijgsgevangene worden beschouwd, maar direct gedood.

8 juni
- Begin van Operatie Exporter: De Britten en Vrije Fransen trekken het door Vichy-Frankrijk gecontroleerde Syrië binnen.
- De eerste Duitse legereenheid komt aan in Finland. Finland zal niet toetreden tot de asmogendheden, maar wel deelnemen aan de invasie van de Sovjet-Unie.

10 juni
- De Duitsers beginnen Operatie Warzburg, het plaatsen van mijnen in de Oostzee om te voorkomen dat de Sovjet Oostzeevloot naar open water vlucht.

11 juni
- In Den Haag en Amsterdam vinden razzia's op Joden plaats.

13 juni
- De Vichy-regering gebiedt alle (niet-Franse) joodse burgers in het niet-bezette deel van Frankrijk te interneren. De anti-joodse maatregel zou een eigen initiatief zijn van de Vichy-regering.
- Slag bij Jezzine: De Australiërs verslaan de Vichy-Fransen.

14 juni
- Alle Duitse en Italiaanse tegoeden in de Verenigde Staten worden bevroren.

15 juni
- Kroatië sluit zich aan bij het driemogendhedenpact.
- De Australiërs nemen Sidon in.
- De Britten beginnen Operatie Battleaxe, een tegenaanval op het Libisch-Egyptische front.

16 juni
- De Amerikanen sluiten de Duitse en Italiaanse consulaten in de VS.

17 juni
- Britse troepen trekken westwaarts vanuit Irak en vormen aldus een nieuw front in de strijd in Syrië.
- Operatie Battleaxe wordt beëindigd en de Britten trekken zich terug naar de frontlinie van 15 juni. De Britten zijn een groot aantal tanks verloren zonder ook maar enig voordeel te hebben behaald.

18 juni
- In Nederland geldt een verplichting tot het inleveren van koper, tin en nikkel.
- De RAF bombardeert het Ruhrgebied.
- Duits-Turks vriendschapsverdrag.

19 juni
- Italië en Duitsland sluiten de Amerikaanse consulaten in hun land.

21 juni
- De Britten, Australiërs en Vrije Fransen trekken Damascus binnen.

22 juni
- Operatie Barbarossa gaat van start om 03:15. Duitse troepen vallen de Sovjet-Unie binnen.
- Duitsland, Italië en Roemenië verklaren de Sovjet-Unie de oorlog.
- In Nederland worden talloze communisten opgepakt.
- Op deze eerste dag van Operatie Barbarossa worden de versterkte steden Kobrin en Pruzhany reeds veroverd.

23 juni
- Adolf Hitler komt aan op de Wolfsschanze in Oost-Pruisen, waar hij de komende 3 jaar het grootste deel van zijn tijd zal doorbrengen, dichter bij het front dan Berlijn.
- In de Sovjet-Unie begint de organisatie van de verplaatsing van wapenfabrieken van westelijk Rusland naar Siberië en Kazachstan.

24 juni
- De Duitsers nemen Brest, Vilnius, Kaunas en Białystok in.

25 juni
- Finland verklaart de Sovjet-Unie de oorlog. Begin van de Vervolgoorlog.
- De Duitsers nemen Daugavpils in.
- Zweden staat Duitsland toe het land over te steken van Noorwegen naar Finland met maximaal 1 divisie.

26 juni
- Minsk wordt door de Wehrmacht ingenomen.
- Duitse troepen bereiken Dvinsk en nemen bruggen over de Dvina in.
- Finse troepen vallen het Ladogafront aan.
- De Sovjet-Unie besluit tot de vorming van 2 verdedigingslinies langs de lijnen Drissa-Vitebsk-Mozyr en Selizharovo-Smolensk-Gomel.
- Hongarije en Slowakije verklaren de Sovjet-Unie de oorlog.

27 juni
- Britse codebrekers in Bletchley Park breken de Enigma-code zoals gebruikt door het Duitse leger in Rusland. De verkregen informatie wordt doorgespeeld aan de Sovjet-Unie, maar de bron van deze informatie wordt geheim gehouden.

29 juni
- Albanië verklaart de Sovjet-Unie de oorlog.
- Het Rode Leger krijgt opdracht dat als een dorp verlaten wordt voor de Duitse opmars, alle waardevolle zaken, zoals voedsel en brandstof meegenomen dan wel vernietigd moet worden.
- Duitse legers vanuit het noorden en zuiden ontmoeten elkaar bij Minsk, waarmee een groot aantal Sovjet-troepen tussen Białystok van de rest van het Rode Leger wordt afgesneden.

30 juni
- De diplomatieke betrekkingen tussen Vichy-Frankrijk en de Sovjet-Unie worden verbroken.
- De Russen geven opdracht tot terugtrekking van de omgeving van Lviv naar de lijn Korosten-Proskoerov.

## Juli
1 juli

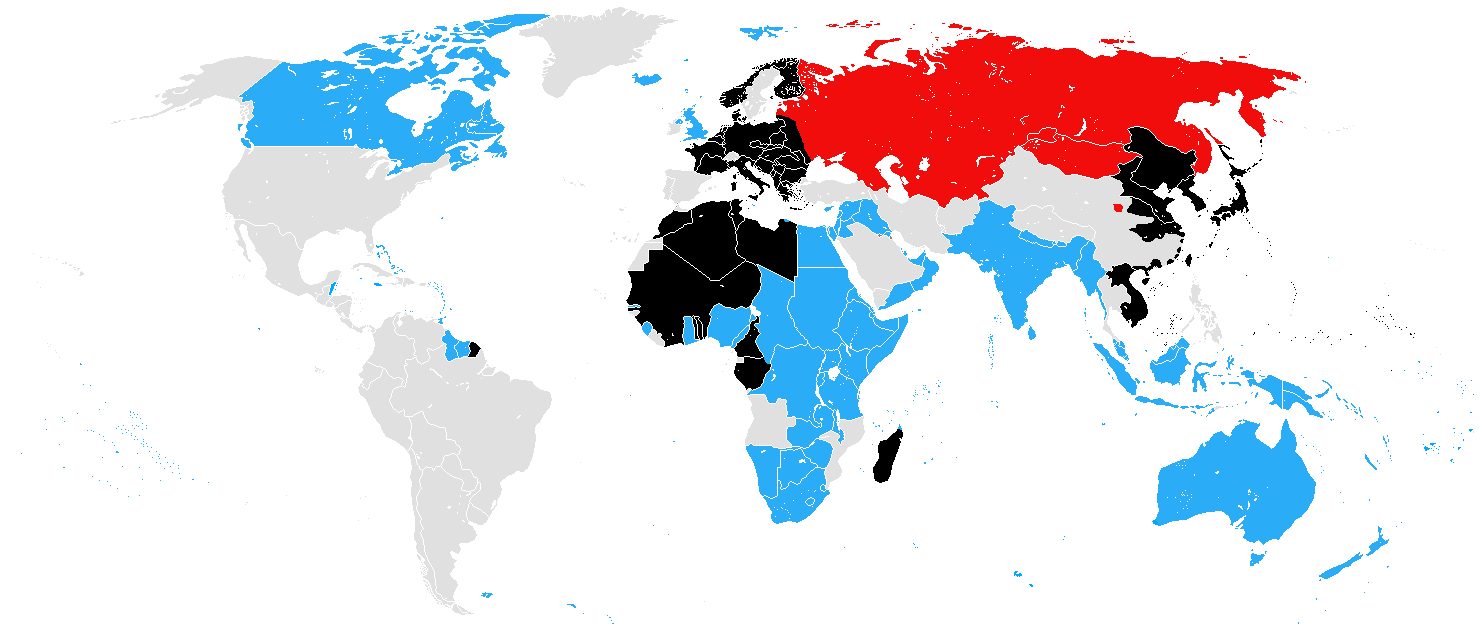
De geallieerden (blauw en rood) en asmogendheden (zwart) in juli 1941.

- Offensief van de RAF boven Het Kanaal, Duitsland en Noord-Frankrijk.
- Duitse troepen veroveren Riga. Heinz Guderian stoot door tot over de Berezina
- Slag bij Palmyra: De Britten verslaan Vichy-Frankrijk bij Palmyra. De Franse troepen in de regio geven zich over.
- De HMAS Waterhen, onderweg naar het belegerde Tobroek, wordt tot zinken gebracht nabij Sidi Barrani. Het is het eerste Australische oorlogsschip dat in de oorlog door vijandelijke actie tot zinken wordt gebracht.
- Alle mannen boven de 21 in de Verenigde Staten moeten zich registreren voor de dienstplicht.
- De Britse Special Air Service wordt opgericht.

2 juli
- Legergroep Midden aan het oostfront boekt grote vorderingen en heeft Wit-Rusland grotendeels veroverd.
- Begin van de massamoord in Lemberg. Er worden circa zevenduizend Joden vermoord.
- In een conferentie van politieke en militaire leiders met keizer Hirohito, besluit Japan tot zuidwaartse expansie. Japan wil Frans Indochina in zijn invloedssfeer trekken, zelfs als dat oorlog met het Verenigd Koninkrijk en/of de Verenigde Staten betekent.

3 juli
- Roemeense en Duitse troepen beginnen een grootschalige aanval op de Sovjet-Unie vanuit Roemenië.
- De afgesneden Sovjet-troepen rond Białystok geven zich over. De Duitsers hervatten hun opmars, nu in de richting van Smolensk.
- De Duitse tanktroepen, die tijdelijk hadden stilgehouden om te hergroeperen, hervatten hun opmars.

4 juli
- De SS vermoordt meer dan 400 Joden in Kaunas.

5 juli
- Ontbinding van alle politieke partijen in Nederland.

6 juli
- Het Rode Leger lanceert een tegenaanval in Wit-Rusland.

7 juli
- De eerste Amerikaanse zeestrijdkrachten arriveren op IJsland en Groenland, waar ze de bezetting overnemen van Britse en Canadese troepen.
- In Bela Crkva vindt voor het eerst strijd plaats tussen de Joegoslavische partizanen en de Duitse politie.

8 juli
- De Joden in de bezette Baltische staten moeten een Jodenster dragen.

9 juli
- Duitse troepen nemen Vitebsk in.
- Heinz Guderian begint met zijn leger aan de oversteek van de Dnjepr.

10 juli
- Begin van de Slag om Smolensk.
- Offensief van Legergroep Noord in de richting van Leningrad.
- Het Vrijwilligerslegioen Nederland wordt opgericht.
- De CSIR (Corpo di Spedizione Italiano in Russia), een Italiaanse legereenheid bestemd om te vechten aan het oostfront wordt opgericht.

11 juli
- President Franklin D. Roosevelt richt de Office of Strategic Services, een nieuwe inlichtingendienst, op, geleid door Bill Donovan.

12 juli
- De troepen van Vichy-Frankrijk in Syrië en de geallieerden starten onderhandelingen over een wapenstilstand.

13 juli
- In een tegenaanval van het Rode Leger worden Rahačoŭ en Zjlobin (tijdelijk) terugveroverd.

14 juli
- In Syrië tekent de Vichy-regering een wapenstilstandsverdrag met Groot-Brittannië.
  - Syrië en Libanon komen tot het einde van de oorlog onder geallieerde bezetting
  - Alle oorlogsmaterieel wordt aan de geallieerden overgedragen
  - Alle krijgsgevangenen van beide zijden worden vrijgelaten; de Vichy-Fransen kunnen terugkeren naar Frankrijk, toetreden tot de Vrije Fransen of als burgers in Syrië blijven

- Bij Orsja wordt de Katjoesja-raketlanceerder van de Sovjet-Unie voor het eerst met succes gebruikt.

15 juli
- Een Sovjet-tegenaanval ten oosten van Pskov snijdt de Duitse 8e Panzerdivisie af van de hoofdmacht. Ze weten het contact te herstellen, maar verliezen 70 tanks, de helft van het totaal. De aanval is het begin van een driedaagse tegenaanval, bedoeld om tijd te winnen voor de aanlag van verdedigingswerken rond Leningrad.

16 juli
- De Finnen bereiken het Ladogameer vanuit het noorden, daarmee het Rode Leger ten westen van het meer afsnijdend van de hoofdmacht.
- De Wehrmacht trekt Smolensk binnen.

17 juli
- Canada voert de dienstplicht in.

19 juli
- Japan eist van Vichy-Frankrijk dat het bases mag bezetten in Frans Indochina. De Vichy-Fransen stemmen toe.

20 juli
- Het eerste Britse schip met militaire hulp voor de Sovjet-Unie vertrekt naar Archangelsk.

21 juli
- Het Rode Leger moet zich terugtrekken tot achter de Dnjestr.
- De Luftwaffe valt Moskou aan.
- Begin van Operatie Substance (tot 27 juli) waarin schepen vanuit Gibraltar het zwaar onder vuur liggende Malta bevoorraden.

22 juli
- In Nederlands-Indië wordt de dienstplicht ingevoerd.

23 juli
- Het Sovjetgarnizoen in Brest-Litovsk, dat 30 dagen lang achter de frontlinie heeft standgehouden, geeft zich over.

26 juli
- Landing van Japanse troepen in Indo-China.
- President Roosevelt kondigt een olie-embargo tegen Japan af. Alle Japanse bezittingen in de Verenigde Staten worden bevroren.
- Propaganda van de Nederlandse Unie wordt verboden.
- Om 1 uur s'nachts begon de Slag om Bengtskär, deze resulteerde in een Finse overwinning. Maar de overwinning had een prijs. De strijd eenendertig doden en vijfenveertig gewonden van de Finse gelederen geëist. Zestig Sovjet troepen verloren het leven. Achtentwintig Sovjets werden gevangengenomen.

28 juli
- Japanse bezittingen in Nederlands Oost-Indië worden bevroren. Alle olie-overeenkomsten worden geannuleerd.

29 juli
- Frans-Japans akkoord inzake de gemeenschappelijke verdediging van Indo-China.
- Japan neemt bezit van de Cam Ranh marinebasis in Vietnam.

30 juli
- De Amerikaanse kanonneerboot Tutuila raakt beschadigd bij een Japans bombardement in Chongqing.

## Augustus
1 augustus
- De Sovjets lanceren een tegenoffensief op het centrale front van de Duitsers.
- De Japanners bezetten Saigon.
- De Verenigde Staten verbieden de export van aardolie naar alle landen behalve die in het Britse Gemenebest en Amerika

5 augustus
- De Britten sturen versterkingen naar Singapore.

8 augustus
- Joods geld moet worden gestort bij de Dienststelle Lippmann, Rosenthal en Co. in Amsterdam.

9 augustus
- Begin van de Conferentie van Placentia Bay tussen Franklin Delano Roosevelt en Winston Churchill.

11 augustus
- Legergroep Zuid lanceert een offensief richting de Zwarte Zee.
- Algemene mobilisatie in Japan.

12 augustus
- Einde van de Conferentie van Placentia Bay. Roosevelt en Churchill ondertekenen het Atlantisch Handvest.

14 augustus
- De Duitsers doden vijf mensen uit Westmaas omdat ze geallieerde piloten hebben geholpen.
- Hitler geeft het tweede leger opdracht zuidwaarts op te rukken, en zo Oekraïne vanuit het noorden aan te vallen.

15 augustus
- De Duitsers hebben grote delen van Oekraïne veroverd.

16 augustus
- Duitse aanval en inname van Novgorod.
- Sovjetleider Jozef Stalin beveelt dat het Rode Leger onder geen beding zich mogen overgeven; soldaten en bevelhebbers die dat toch doen zullen als landverraders worden behandeld.
- De Niederländische Grundstücksverwaltung wordt opgericht om Joods onroerend goed te registreren en ariseren. Dit is de eerste stap in de grootschalige onteigening van Joods onroerend goed.

17 augustus
- De Russen voltooien de evacuatie en ontmanteling van hun marinebasis in Mykolajiv.

18 augustus
- De eerste tweehonderd gevangenen komen aan in Kamp Amersfoort. Het is een groep communisten die eerder was geïnterneerd in Kamp Schoorl
- De Duitsers veroveren Pochep.

19 augustus
- Legergroep Noord valt Leningrad aan.

21 augustus
- De Russen trekken zich terug uit Gomel.
- Hitler verwerpt opnieuw het voorstel van zijn generaals om een aanval op Moskou te ondernemen. In plaats daarvan moeten voor de winter de Krim en het Donbekken worden ingenomen, en Leningrad van de rest van de Sovjet-Unie worden afgesloten door een verbinding tussen de Duitsers en Finnen.
- De Duitsers nemen Tsjoedovo in, waarmee de spoorlijn Moskou-Leningrad niet meer bruikbaar is voor de Russen.

24 augustus
- Winston Churchill maakt bekend dat de Duitsers in Oost-Europa grootschalige executies uitvoeren.
- Het Duitse Aktion T4-programma, waarin gehandicapten ter dood worden gebracht of gesteriliseerd, wordt beëindigd.

25 augustus
- Britse en Sovjettroepen rukken Iran binnen.

26 augustus
- De Britten nemen Abadan en omgeving in.
- De Russen trekken Tabriz binnen.
- De regering van Iran treedt af.

27 augustus
- Aanslag op Pierre Laval en Marcel Déat in Versailles.

28 augustus
- De Duitsers bezetten Dnjepropetrovsk.
- In Iran treedt een nieuwe regering aan onder Mohammad Ali Foroughi. Hij geeft opdracht tot een wapenstilstand en onderhandelingen met de Britten en Russen.
- De Duitsers nemen Tallinn in.

29 augustus
- Joodse leerlingen worden van de scholen verwijderd.
- De Britse en Sovjet troepen in Iran maken contact bij Qazvin.
- De Duitsers veroveren Mga, waarmee de laatste railverbinding tussen Leningrad en de rest van de Sovjet-Unie wordt doorbroken.

31 augustus
- Alle Joden in Vilnius worden gearresteerd en naar Ponary overgebracht, waar de volgende dagen tussen 5000 en 10.000 van hen worden vermoord.

## September
1 september
- De Duitsers bezetten Karelië.
- Joden in Duitsland worden verplicht de Davidster te dragen.

2 september
- Onder druk van een Sovjet tegenaanval geven de Duitsers hun vooruitgeschoven positie in Jelnja op.

5 september
- Het vasteland van Estland staat geheel onder Duits gezag.

6 september
- De stad Leningrad krijgt voor het eerst te maken met een Duits bombardement.
- De Joden in Vilnius worden in twee getto's geplaatst, waar velen de dood vinden.
- De Russen heroveren Jelnja.

7 september
- Grote luchtaanval van de RAF op Berlijn.

8 september
- Begin van het beleg van Leningrad.
- Grote luchtaanval op Leningrad, waarbij grote voedselvoorraden verloren gaan.
- Jozef Stalin geeft opdracht alle Wolga-Duitsers te deporteren naar Siberië.

9 september
- Iran stemt in met de Britse en Sovjet eisen. De Britten en Sovjets bezetten een aantal strategische plaatsen in Iran.
- Joden in Slowakije verliezen alle burgerrechten.

15 september
- De Duitsers installeren een zogenaamd zelfbestuur in Estland.
- In Nederland worden strenge maatregelen tegen Joden van kracht, die ze de facto uitsluiten van het openbare leven.

16 september
- Op de bezittingen van het Nederlandse Koninklijk Huis wordt door de Duitsers beslag gelegd.
- De geallieerden besluiten tot bezetting van Teheran, ondanks eerdere beloften aan Iran regering dit niet te doen.
- Onder druk van de geallieerden treedt sjah Reza Pahlavi van Iran af ten gunste van zijn zoon Mohammad Reza Pahlavi

18 september
- De Japanners beginnen een offensief gericht op Changsha

19 september
- De verordening wordt van kracht waarbij alle Joden in Duitsland vanaf zes jaar verplicht zijn op straat een Jodenster te dragen.
- Het 29e Legerkorps van het 6e Duitse Leger neemt Kiev in.

21 september
- Onder druk van aanvallen van de partizanen verlaten de Duitsers de Joegoslavische stad Užice.

24 september
- Oprichting van de republiek Užice rond Užice door de Joegoslavische partizanen.

25 september
- Duitsland lanceert een aanval richting de Krim.

26 september
- Ter vergelding van Duitse slachtoffers tijdens aanslagen van het NKVD, beslissen de Duitsers alle Joden in Kiev terecht te stellen.
- Bij een poging tot omsingeling van de stad Changsha door de Japanners worden voor het eerst parachutisten gebruikt in de Chinees-Japanse Oorlog.

27 september
- Heydrich wordt benoemd tot rijksprotector van protectoraat Bohemen en Moravië.
- Einde van de Italiaanse tegenstand in Ethiopië.
- Generaal Georges Catroux van de Vrije Fransen roept de onafhankelijkheid van Syrië uit.
- De Duitsers veroveren Perekop.
- In Baltimore wordt het eerste 'liberty-schip', de Patrick Henry, te water gelaten.

28 september
- Het eerste Britse konvooi met oorlogsbenodigdheden voor de Sovjet-Unie vertrekt vanaf IJsland naar Archangel.

29 september
- De Joden in Kiev worden verzameld onder het voorwendsel dat ze zouden worden geherhuisvest.

30 september
- Tussen 29 september en 30 september worden bijna 34 000 joden naar het ravijn Babi Jar gedreven en geëxecuteerd door leden van Sonderkommando's, de Waffen-SS en Oekraïense collaborateurs. Zie ook Bloedbad van Babi Jar.

## Oktober
1 oktober
- In Vilnius in Litouwen worden 3000 Joden opgepakt en in de bossen van Ponary doodgeschoten: Bloedbad van Paneriai.
- Bij Odessa landen Duitse strijdkrachten met gliders achter de Sovjetlinies.
- De Finse strijdkrachten veroveren Petrozavodsk ten westen van het Onegameer.
- Einde van de Eerste Conferentie van Moskou. Een Engels-Amerikaanse commissie onder leiding van Lord Beaverbrook en Averell Harriman komt overeen de militaire hulp aan de Sovjet-Unie sterk te vergroten.

2 oktober
- Bij Žagarė in Litouwen worden 2146 Joden door SS Einsatzkommandos met machinegeweren vermoord.
- Operatie Taifun gaat van start. Hoofddoel van de operatie is de verovering van Moskou. In het zuiden de Zee van Azov. Het plan voorziet in het insluiten van de Sovjetstrijdkrachten in twee "Kessels" bij Vyana en Briansk.
- De Russen beginnen de evacuatie van Odessa.

3 oktober
- In Parijs blazen nazisympathisanten zes synagogen op.
- Duitse troepen veroveren Tsarkoe Selo bij Leningrad.
- Duitse tanktroepen veroveren het industriële centrum Orjol. Een gebrek aan brandstof belet hen echter verder op te stoten richting Toela.
- Hitler houdt een voorbarige overwinningsrede: "De vijand in het oosten is vernietigd"

3 oktober - 4 oktober
- Bij een bombardement van de Rotterdamse havenbekkens door RAF, komen ruim 100 mensen om door missers en afzwaaiers, die op woonwijken terechtkomen.

4 oktober
- In Noorwegen waarschuwt de Duitse bezetter het Noorse volk om mee te werken of anders hongersnood tegemoet te zien na groeiende onrust en rellen.
- In Vichy-Frankrijk zet maarschalk Pétain het doodvonnis van Paul Collette, die probeerde een aanslag te plegen op Pierre Laval en Marcel Deat, om in levenslange gevangenisstraf.
- In Vichy-Frankrijk stelt maarschalk Pétain een eenheidsvakbond verplicht voor alle werkenden.

5 oktober
- Begin van de Slag om de Zee van Azov
- Nadat bekend wordt dat een Duitse legermacht ongehinderd oprukt naar Joechnov, krijgt het Rode Leger uiteindelijk toestemming zich terug te trekken, dit blijkt echter al te laat te zijn. Een nieuwe verdedigingslinie wordt opgetrokken rond Mozjajsk.

6 oktober
- Het Duitse 2e Leger en de Panzergruppe 2 sluiten de "Kessel" van Bryansk. Drie Sovjetlegers zijn ingesloten.
- In Australië vormt Labourleider John Curtin een nieuw Labourkabinet en wordt zelf premier.
- Een Duitse opmars van Orjol naar Mtsensk mislukt door zware tegenstand van het Rode Leger.

7 oktober
- In Rovno in Polen worden 17000 Joden doodgeschoten.
- De Duitse 3e en 4e Panzergruppen sluiten de "Kessel" bij Vjazma. Zes Sovjetlegers zijn ingesloten.
- Finland weigert toe te geven aan geallieerde druk om de strijd tegen de Sovjet-Unie te staken.
- Begin van de herfstregenperiode aan het oostelijk front (raspoetitsa). De modder begint de Duitse opmars ernstig te vertragen.

7 oktober - 20 oktober
- Door de zogenaamde "Kessels" van Vyasma en Briansk worden 673.000 Sovjetsoldaten en 1254 tanks ingesloten. Hierdoor wordt de Duitse opmars vertraagd en krijgen de Sovjets de tijd hun verdediging te versterken.

8 oktober
- Begin van de bouw van het concentratiekamp Birkenau in Polen.
- In China komen Chinese troepen aan bij Yuezhou en beëindigen zo de Tweede Slag om Changsa.

9 oktober
- Turkije tekent een handelsverdrag met Duitsland om grondstoffen te leveren in ruil voor afgewerkte producten.

10 oktober
- Generaal Zjoekov neemt het bevel op zich van de verdediging van Moskou.

11 oktober
- De Macedonische bevolking begint een gewapende opstand met partizanenacties in Pripep.
- De Sovjettank T34 komt voor het eerst in actie op het Moskou front.
- De Duitsers bereiken Zoebtsov.

12 oktober
- De RAF voeren hun eerste grootschalige nachtbombardement op Neurenberg uit.
- De Duitsers nemen Tsaritsa in.

12 oktober - 26 oktober
- Het Australische garnizoen van het belegerde Tobroek wordt afgelost door de Britse 70e Infanteriedivisie via de zee. Bij deze operatie gaat ten minste één schip, de mijnenlegger HMS Latona, verloren.

13 oktober
- De legercommandant van het Indische leger, luitenant-generaal Gerardus Johannes Berenschot komt bij een vliegtuigongeluk om het leven. Hij wordt opgevolgd door generaal-majoor Hein ter Poorten.

Militair-Europa-Oostfront-Scandinavië
- Kalinin wordt door de Duitsers bezet.

14 oktober
- Begin van de eerste massadeportatie uit Duitsland naar Kaunas, Lodz, Riga en Minsk.
- Einde van de strijd in de "Kessel" van Vjazma.

15 oktober
- Evacuatie van de Sovjetregeringsdiensten en het Corps Diplomatique vanuit Moskou naar Koejbysjev. Stalin blijft in Moskou.
- De beperkte evacuatie van Sovjetdiensten leidt tot paniek in Moskou, en grote aantallen burgers proberen oostwaarts te vluchten.
- De Sovjet-evacuatie van Odessa naar Sebastopol wordt voltooid.
- De Russische spion in Tokio Richard Sorge meldt dat Japan zeker niet vóór het komende voorjaar een aanval op de Sovjet-Unie zal uitvoeren. Dit geeft Stalin de mogelijkheid de helft van de divisies in het verre oosten naar de omgeving van Moskou te verplaatsen.

16 oktober
- Eerste deportatie van joden uit het protectoraat Bohemen en Moravië naar vernietigingskampen.
- Duitse en Roemeense troepen trekken Odessa binnen.
- Meer dan een half miljoen mannen, vrouwen en kinderen voltooien de nieuwe verdedigingsring rond Moskou.
- De Japanse premier prins Fumimaro Konoye treedt af.

17 oktober
- Oprichting van het Servisch comité voor de bevrijding van het volk in Užice.
- De USS Kearny wordt getroffen door een torpedo vanuit de U-568. 11 opvarenden komen op, de eerste Amerikaanse gesneuvelden in de oorlog.

18 oktober
- Generaal Hideki Tojo, Japanse minister van oorlog wordt benoemd als nieuwe premier. Hiermee wordt de kans op oorlog aanzienlijk vergroot.
- Richard Sorge en zijn spionagegroep worden in Tokio gearresteerd.
- De Duitse aanval op de Krim begint.
- Deze en de volgende dag worden alle overblijvende 5000 Joodse inwoners van Marioepol vermoord.

19 oktober
- Taganrog aan de Zee van Azov valt in Duitse handen.
- Troepen vanuit Siberië en het Verre Oosten komen aan in Moskou.
- Voor de Afrikaanse westkust wordt het Amerikaanse koopvaardijschip Lehigh door een Duitse U-Boot tot zinken gebracht.
- In Moskou wordt de staat van beleg afgekondigd.

20 oktober
- Beëindiging van de strijd in de sector van Briansk.
- Stalin kondigt de staat van beleg af voor Moskou.
- In Nantes vermoordt de communistische verzetsstrijder Gilbert Brustlein de plaatselijke commandant, luitenant-kolonel Karl Holz. Als vergelding worden twee dagen later 48 gijzelaars door de Duitsers geëxecuteerd.

21 oktober
- Bij Kragujevac in Servië worden 2300 Serviërs afgeslacht door Duitsers en de plaatselijke fascistische militie als vergelding voor aanvallen door partizanen.
- In Bordeaux zijn 100 mensen in gijzeling genomen en een uitgaansverbod is afgekondigd nadat een Duitse officier bij een aanslag om het leven is gekomen.

22 oktober
- In Odessa sterft de Roemeense commandant, generaal Glugoscianu en 50 leden van zijn staf als gevolg van een bomaanslag. Als vergelding worden de volgende 2 dasgen 25000 Joden in en buiten de stad afgeslacht. De overige 40.000 Joden worden naar concentratiekampen afgevoerd.

23 oktober
- Het Sovjetcommandosysteem wordt gereorganiseerd: generaal Zjoekov wordt verantwoordelijk voor de noordelijke sector, Timosjenko voor de zuidelijke sector.

Nederland en België
- Oprichting van de Nederlandse Landstand
- De Gestapo arresteert de domproost van de Sint-Hedwigskathedraal in Berlijn, Bernhard Lichtenberg vanwege zijn vele protesten tegen de regering
- In Londen vraagt generaal De Gaulle het Franse verzet te stoppen met aanslagen op Duits militair personeel om verdere vergeldingen tegen het Franse volk te voorkomen.
- Ondanks een gebrek aan brandstof begint Heinz Guderian een opmars richting Toela vanuit het zuidwesten.

24 oktober
- Adolf Eichmann keurt een plan goed om Joden te vergassen met uitlaatgassen in speciaal daarvoor aangepaste auto's
- Charkov wordt veroverd door Duitse troepen
- In Bordeaux worden vijftig gijzelaars geëxecuteerd.
- Adolf Hitler geeft zijn troepen opdracht voor een opmars naar Voronezj.
- In Vilnius worden alle Joden die geen 'Arbeitsschein' hebben, 5000 à 8000 personen, vermoord.

25 oktober
- Het Britse slagschip HMS "Prince of Wales" vertrekt uit Engeland met bestemming Singapore om daar het vlaggenschip te worden van de nieuwe Britse vloot in het Verre Oosten.
- Winston Churchill veroordeelt de Duitse vergeldingsexecuties in bezette gebieden.

26 oktober
- De RAF bombardeert 's nachts Hamburg met 115 vliegtuigen.

27 oktober
- In Kalisz in Polen worden 290 Joden uit een bejaardenhuis vergast met uitlaatgas in een eerste proef met een speciaal daarvoor aangepaste auto.
- Bij Kovno in Litouwen worden 9.000 Joden, waaronder 4.273 kinderen door Duitse Einsatzkommando's vermoord.
- De Duitsers veroveren Kramatorsk.
- De Duitsers breken door op de Krim en bereiken Sebastopol.

28 oktober
- De Duitse generaal Guderian voert een hernieuwde aanval op Moskou uit, maar komt door de modder niet vooruit.

29 oktober
- In Kaunas worden 9200 Joden die 'ongeschikt om te werken' zijn verklaard, bijna de helft van hen kinderen, vermoord.

30 oktober
- De Duitse troepen stoppen met aanvallen over land op Moskou om het opdrogen en harder worden van de grond af te wachten.
- President Roosevelt van de Verenigde Staten verleent de Sovjet-Unie een lening van 1000 miljoen dollar om uitrusting te kunnen kopen via de Lend-Lease regeling. Er zal geen lening of aflossing worden geplaatst tot 5 jaar na het einde van de oorlog.

31 oktober
- Vanuit Estland rapporteert SS-commandant Erich von dem Bach-Zelewski aan Berlijn dat er in Estland geen Joden meer overgebleven zijn.
- De Luftwaffe bombardeert Moskou met 45 bombardementsvluchten.
- Ten westen van IJsland wordt de Amerikaanse torpedobootjager USS Reuben James door de Duitse U-boot U-552 getorpedeerd. 115 van de 160 man tellende bemanning komen om. Het is het eerste Amerikaanse oorlogsschip dat wordt getroffen.

zonder datum (oktober)
- In Servië worden massaal joodse mannen gearresteerd en geëxecuteerd.
- Het zigeunergetto van Belgrado wordt gevormd.
- Tegen de aanvallen van de Partizanen in Joegoslavië worden harde vergeldingsmaatregelen genomen: Voor elke gedode Duitse soldaat worden 100 burgers gedood, voor elke gewonde soldaat 50.

## November
1 november
- Grootste deel van de Krim door de Duitsers bezet.

2 november
- De Duitsers veroveren Koersk.

8 november
- De Russen vallen de troepen van Heinz Guderian aan nabij Toela. De aanval mislukt, maar veroorzaakt wel in vertraging in Guderians opmars.
- De Duitsers nemen Tichvin in, waarmee de verbinding tussen het Ladogameer en de rest van Rusland wordt afgesneden, en Leningrad dus nog meer geïsoleerd komt.

9 november
- Slag om het Duisburgkonvooi: Vier Britse schepen, geholpen door een uitrusting met radar, brengen een groot deel van een aanmerkelijk groter Italiaans konvooi van Italië naar Libië tot zinken.

13 november
- Het Britse vliegdekschip HMS Ark Royal wordt bij Gibraltar tot zinken gebracht.

15 november
- Jalta wordt door de Duitsers veroverd.

16 november
- Groot Duits offensief richting Moskou.
- De Duitsers nemen Kertsj in, aan het oostelijk uiteinde van de Krim.

17 november
- In de nacht van 17 op 18 november 1941 ondernamen Britse commando’s een poging om Erwin Rommel, bevelhebber van het Afrikakorps te vermoorden. Rommel bleek zichzelf niet op de ondernomen plaats te begeven.

18 november
- Herziening van de Neutraliteitswet in de Verenigde Staten.
- Begin van Operatie Crusader, een Britse aanval in Noord-Afrika.

19 november
- Duits offensief tegen Rostov.
- De Britse troepen van Operatie Crusader rukken op richting Tobroek, van Gabr Seleh naar Sidi Resegh.

22 november
- De Duitsers drijven de laatste Sovjettroepen uit Rostov.
- De Russen brengen hoognodig voedsel naar het belegerde Leningrad met vrachtwagens over het bevroren Ladogameer.

24 november
- De Duitsers nemen Klin en Solnetsjnogorsk in.
- De Duitsers beginnen een terugtrekking uit Rostov vanwege zware Sovjet tegenaanvallen.

25 november
- Het Rode Leger doet aan het zuiden van het front enkele verwoede tegenaanvallen.
- Het Anti-Kominternpact wordt verlengd, en naast Duitsland, Japan, Italië, Hongarije, Spanje en Mantsjoekwo treden nu ook Bulgarije, Denemarken, Kroatië, Roemenië, Slowakije, Finland en de Japanse marionettenregering in China toe.

26 november
- Generaal Georges Catroux roept de onafhankelijkheid van Libanon uit.
- Een Japanse vloot vertrekt vanuit Japan met als bestemming Pearl Harbor.
- De Amerikaanse minister van buitenlandse zaken Cordell Hull geeft de Japanse ambassadeur Kichisaburo Nomura de zogenaamde 'Hull note'. Hierin staat dat de Amerikaanse sancties tegen Japan enkel zullen worden opgeheven als Japan zich volledig terugtrekt uit China en Indochina.

27 november
- De Britse troepen van Operatie Crusader maken in Ed Duda contact met de al maanden belegerde troepen in Tobroek. Sidi Resegh valt in Britse handen.

28 november
- De Nederlandse onderzeeboot O 21 onder commando van Ltz I J.F. van Dulm brengt in de Golf van Cagliari de Duitse U-boot U-95 tot zinken.
- De Russen heroveren Rostov.
- De laatste Italiaanse troepen in Ethiopië geven zich over aan de Britten.

30 november
- De pantsergroep van Erich Hoepner bereikt Krasnaja Poljana, waarmee de Duitsers Moskou dicht genoeg zijn genaderd om het met hun artilleriebeschietingen te kunnen bereiken.
- De Duitsers heroveren El Duda en omgeving. De Britse troepen in Tobroek zijn hierdoor opnieuw van de rest van de troepen afgesloten.

zonder datum (november)
- De Japanners verspreiden met pest geïnfecteerde muggen die in China een epidemie veroorzaken.

## December
1 december

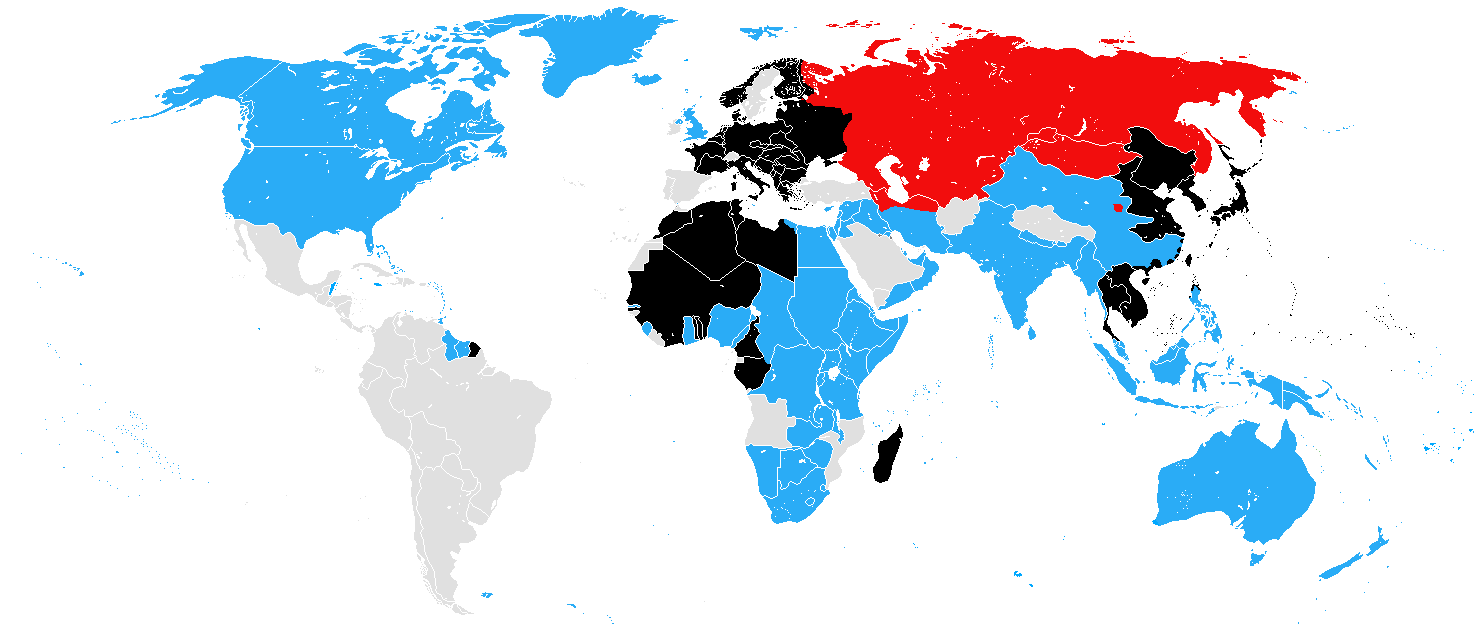
De geallieerden (blauw en rood) en de asmogendheden (zwart) in december 1941.

- De Sovjets versterken het Europees front met troepen afkomstig uit de Aziatische sector.
- Günther von Kluge start een offensief om de weg Minsk-Moskou in te nemen. Omdat het slagen van dit offensief beslissend lijkt in de strijd om Moskou, zet Georgi Zjoekov een hard tegenoffensief in.
- In Malaya wordt vanwege de dreiging van een Japanse invasie de noodtoestand uitgeroepen.

2 december
- Een Duitse patrouille bereikt Chimki. Dit is de kortste afstand tot Moskou die het Duitse leger in de oorlog zal bereiken.
- De Russen voltooien de evacuatie van Hanko, een Sovjet-marinebasis aan de Finse zuidkust.

4 december
- De Duitsers zijn door het Sovjet tegenoffensief teruggedreven naar hun posities van 30 november. Het Duitse slotoffensief tegen Moskou is mislukt.

5 december
- Het Rode Leger begint een tegenoffensief in het gehele centrale deel van het front.

6 december
- President Roosevelt doet een beroep op keizer Hirohito van Japan om de vrede te bewaren.
- Het Verenigd Koninkrijk verklaart Finland de oorlog.

7 december
- Aanval op de Amerikaanse marinebasis Pearl Harbor door Japanse vliegtuigen, zie aanval op Pearl Harbor.
- Japan verklaart de Verenigde Staten, Groot-Brittannië, Australië en Canada de oorlog.
- Erwin Rommel geeft het Beleg van Tobroek op en trekt zich terug naar Gazala.
- Adolf Hitler vaardigt het 'Nacht und Nebel'-bevel uit. De Gestapo krijgt de bevoegdheid eenieder in het geheim te arresteren die ervan verdacht wordt een gevaar voor het Duitse rijk te vormen.

8 december
- Ontscheping van Japanse troepen in Thailand (Songkhla, Pattani) en het noordoosten van Malaya (Kota Bharu).
- Japan bombardeert Singapore, Kota Bharu, Hongkong, Shanghai, Guam, Wake en de Filipijnen (deze twee gebeurtenissen zijn gelijktijdig met de aanval op Pearl Harbor, maar vinden aan de andere kant van de datumgrens plaats).
- Oorlogsverklaring van Canada, het Verenigd Koninkrijk en de Verenigde Staten aan Japan.
- Nederland beschouwt zich in staat van oorlog met Japan.
- Adolf Hitler geeft de Duitse troepen in de Sovjet-Unie opdracht over te schakelen op de verdediging.
- De Russen heroveren Krasnaja Poljana. Hiermee is Moskou weer buiten bereik van de Duitse artillerie.
- De Britse deserteur Harold Cole geeft de Duitse autoriteiten informatie die hen in staat stelt een netwerk in Frankrijk op te rollen dat piloten en krijgsgevangenen naar Spanje smokkelt.
- Japan en Thailand sluiten een wapenstilstand. Japan krijgt het recht Thailand te gebruiken als uitvalsbasis voor aanvallen op Malaya en Burma.
- Het grootste deel van de Amerikaanse luchtmacht op Luzon wordt uitgeschakeld door de Japanse bombardementen.
- Begin van de Slag om Hong Kong, de Japanse aanval op Hongkong.

9 december
- De laatste Australische soldaten verlaten Noord-Afrika. Zij zijn vervangen door Britten en Polen.
- Vrij Frankrijk verklaart Japan de oorlog.
- China verklaart de oorlog aan Japan, Duitsland en Italië.

10 december
- Het Britse slagschip Prince of Wales en de slagkruiser Repulse worden door Japanners voor de kust van Maleisië tot zinken gebracht.
- Japanse strijdkrachten landen op de westkust van Malakka.
- De Japanse troepen landen op Luzon (Filipijnen).
- Japan verovert Bangkok.
- De Britten ontzetten Tobroek.

11 december
- Duitsland, gevolgd door Italië, verklaart de oorlog aan de Verenigde Staten.
- Heinz Guderian trekt zich ten zuiden van Moskou terug tot Stalinogorsk.
- De Japanners vallen Wake aan, maar worden afgeslagen.

12 december
- Begin van het Englandspiel.
- Sovjets ontzetten het gebied van Moskou.
- De Nederlandse onderzeeboot O 16 brengt in de Baai van Sungai Petani vier Japanse troepentransportschepen tot zinken.
- De Nederlandse onderzeeboot K XII brengt voor de kust van Malakka een Japans vrachtschip tot zinken.
- Voor het eerst worden er Franse Joden geconcentreerd, plaats is het doorgangskamp Compiègne.
- Adolf Hitler geeft opdracht tot de uitroeiing van de Joden in geheel (door Duitsland gecontroleerd) Europa.
- Slag bij Jitra: Brits-Indische troepen die bedoeld zijn om de Japanners in Noord-Malaya op te houden worden verslagen door een veel kleiner Japans leger met grote verliezen in mankracht en materieel voor de Britten.

13 december
- Bulgarije verklaart de oorlog aan de Verenigde Staten en aan Groot-Brittannië.
- De Britse marine behaalt bij Kaap Bon een overwinning op de Italianen. Twee Italiaanse kruisers met brandstof voor de Duitse en Italiaanse troepen in Noord-Afrika worden tot zinken gebracht.
- De Japanners bezetten de Amerikaanse basis bij Guam.
- De Nederlandse onderzeeboot K XII brengt bij Kota Bharu een Japanse tanker tot zinken.
- De Britten ontruimen het vliegveld Victoria Point in zuid-Burma, dat vervolgens in Japanse handen valt.

14 december
- Hitler geeft opdracht tot de bouw van de Atlantikwall.
- Nederlandse Unie, Nationaal Front en de NSNAP worden door de Duitsers ontbonden.

15 december
- De Nederlandse onderzeeboot O 16 loopt op een Japanse mijn in de Golf van Siam en zinkt. 41 van de 42 opvarenden komen om het leven.
- Ierland verklaart neutraal te blijven.
- De Russen veroveren Klin.

16 december
- Het Rode Leger verovert Kalinin.
- De Japanners landen op Borneo, bij Miri, Seria en Lutong.
- Erwin Rommel geeft opdracht tot volledige terugtrekking uit Cyrenaica, om zo elk risico van omsingeling door de Britten te vermijden.

17 december
- De Duitsers in de Belegering van Sebastopol beginnen een aanval om de stad in te nemen.

18 december
- De geallieerden bezetten Timor.
- De Japanners landen op Hongkong-eiland, waarheen de Britten in Hongkong zich teruggetrokken hebben.
- De geallieerden verliezen drie schepen in de Middellandse Zee aan Italiaanse zeemijnen.
- Twee Britse slagschepen raken ernstig beschadigd bij een Italiaanse aanval op de haven van Alexandrië.
- Fedor von Bock geeft het commando over Legergroep Centrum aan het Oostfront over aan Günther von Kluge - officieel vanwege gezondheidsproblemen, maar waarschijnlijker vanwege Hitlers weigering hem een algemene terugtrekking toe te staan.

19 december
- Adolf Hitler ontslaat Walther von Brauchitsch, opperbevelhebber van het Duitse leger, en neemt zelf de leiding op zich.
- Japanse troepen bezetten Penang.
- De Nederlandse onderzeeboot O 20 wordt op weg naar de Golf van Siam door Japanse torpedobootjagers tot zinken gebracht.
- De overblijvende onbeschadigde Amerikaanse bommenwerpers op de Filipijnen worden naar Australië gevlogen.
- De Japanners landen nabij Davao op Mindanao.

22 december
- De Arcadiaconferentie, de eerste officiële bijeenkomst van Britse en Amerikaanse politieke en militaire leiders, begint.

23 december
- Japan verovert het eiland Wake.
- De Amerikanen op Luzon trekken zich terug naar Bataan.

24 december
- De Vrije Fransen bezetten de eilandengroep Saint-Pierre en Miquelon.
- De Britse troepen heroveren Benghazi.
- Afrikakorps moet zich terugtrekken uit Cyrenaica.
- De Japanners vallen Changsha aan.
- De Japanners landen aan Lamon Bay, Luzon. Ze ondervinden weinig tegenstand omdat de Amerikaanse verdedigers geconcentreerd zijn aan de westkust van het eiland.
- De Amerikanen verklaren Manilla een open stad. De militaire en civiele autoriteiten worden verplaatst naar Corregidor.

25 december
- Hong Kong capituleert.

28 december
- Japanse landing op Sumatra.

29 december
- De Sovjettroepen landen in de Krim en voeren een succesvolle tegenaanval uit in de richting van Kertsj
- De Japanse opmars in Malaya bereikt Kampar en Kuantan.

31 december
- De Russen heroveren Kozelsk.